# Riley Salmon
Riley Salmon (ur. 2 lipca 1976 w Amarillo) – amerykański siatkarz, kapitan reprezentacji. Występuje na pozycji przyjmującego. W sezonie 2006/2007 reprezentował barwy AZS-u Częstochowa. Obecnie jest zawodnikiem argentyńskiego klubu C.A. Once Unidos.
W reprezentacji USA zadebiutował w 2001 roku. Największy sukces z reprezentacją odniósł w 2008 roku, zdobywając Mistrzostwo Olimpijskie.

## Osiągnięcia klubowe
- Mistrzostwo Rosji: (2004)
- Liga Mistrzów: (2004)
- Puchar Top Teams: (2005)

## Osiągnięcia reprezentacyjne
- Zwycięstwo w Lidze Śwaitowej: (2008)
- Brązowy medal Ligi Światowej: (2007)
- Złoty medal Mistrzostw NORCECA: (2003, 2005)
- Puchar Ameryki: (2005)
- Puchar Igrzysk Panamerykańskich: (2006)
- Copa America: (2005, 2007)
- Złoty medal Igrzysk Olimpijskich: (2008)